# Uhel

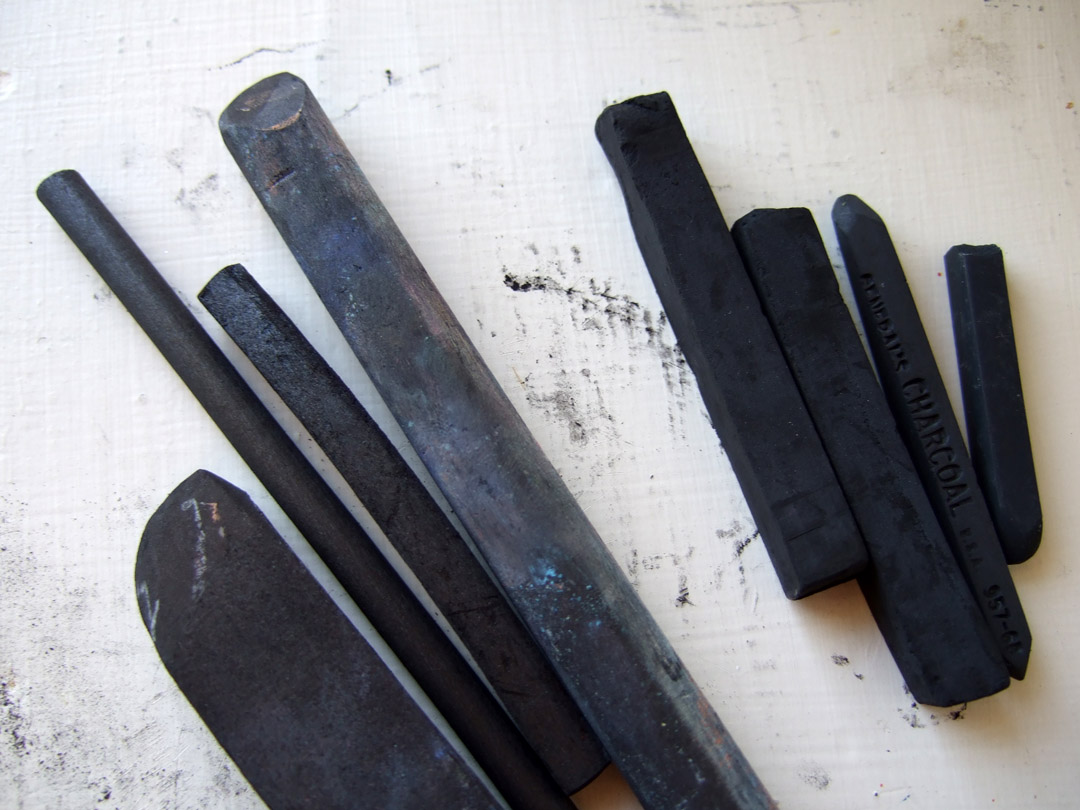
Uhly přírodní a lisované

Uhel je kreslící materiál černé barvy, jde v podstatě o speciální dřevěné uhlí. Jde o jeden z nejstarších materiálů ke kreslení vůbec. Již jeskynní malby pravěkých obyvatel Evropy ve frankokantaberské oblasti byly kresleny předchůdci uhle, tedy ohořelými dřívky a uhlíky. V současné době se uhel používá hlavně k portrétování a náčrtům studií. Vlastností uhle je možnost tvorby barevných tónů, díky možné roztíratelnosti tohoto materiálu. V současnosti jsou na komerční úrovni dostupné uhle přírodní, které se vyrábějí pálením dřeva, nebo uhle umělé vyráběné z popela.
Příbuzným uhlu je pak rudka, která je barvy hnědé. Podobným materiálem pro barevné využití je pastel.